# Anatoli Alexejewitsch Iwanischin
Anatoli Alexejewitsch Iwanischin (russisch Анатолий Алексеевич Иванишин; * 15. Januar 1969 in Irkutsk, Oblast Irkutsk, Russische SFSR, Sowjetunion) ist ein ehemaliger russischer Kosmonaut.

## Militärische Ausbildung
Nach Abschluss der Sekundarschule Nr. 11 in Irkutsk bewarb sich Iwanischin 1986 erfolglos an der Höheren Militärfliegerschule für Piloten Tschernigow. Daraufhin belegte er für ein Jahr am damaligen Polytechnischen Institut Irkutsk das Fach Flugzeugbau. Im zweiten Anlauf 1987 wurde er an der Pilotenschule Tschernigow angenommen und schloss diese 1991 mit einer Goldmedaille ab. Anschließend diente er in einer Kampfeinheit der russischen Luftwaffe in Borissoglebsk (Oblast Woronesch), wo er das Mehrzweckkampfflugzeug MiG-29 flog. Ab 1992 diente er als führender Jagdflieger im 159. Luftregiment in Petrosawodsk (Karelien). Dort flog er während seines Dienstes den Luftüberlegenheitsjäger Su-27.
Iwanischin hat den Rang eines Obersten der Russischen Luftstreitkräfte im Ruhestand inne und kann mehr als 550 Flugstunden sowie mindestens 180 Fallschirmsprünge nachweisen. 2003 machte er das Abschlussexamen in Wirtschaftswissenschaft, Statistik und Informationstheorie nach einem Fernstudium an der Staatlichen Universität Moskau.

## Raumfahrertätigkeit
Bereits 1997 stand Iwanischin in der engeren Auswahl, jedoch scheiterte seine Kandidatur an den damaligen strengen Kriterien für Sojus-Raumschiffe, er war ein paar Zentimeter zu groß. Am 29. Mai 2003 wurde er dann als Pilot der Luftwaffe ausgewählt, seine Kosmonauten-Grundausbildung schloss er im Juni 2005 mit Auszeichnung ab. Im Oktober 2009 nahm er im Kosmodrom Baikonur an einer Ausbildung für das Miniforschungsmodul 2 teil und er trainierte für einen Langzeitaufenthalt auf der Internationalen Raumstation, u. a. war er Ersatzmann für Dmitri Kondratjew als Kommandant des Raumschiffs Sojus TMA-20 zur ISS. Danach war er Ersatzmann für Andrei Borissenko als Bordingenieur der Mission Sojus TMA-21.
Iwanischin startete am 14. November 2011 zusammen mit Anton Schkaplerow und Daniel Burbank im Raumschiff Sojus TMA-22 zur ISS. Er arbeitete dort als Bordingenieur der Expeditionen 29 und 30 und landete am 27. April 2012 wieder.
Iwanischin startete am 7. Juli 2016 mit Sojus MS-01 zu seiner zweiten ISS-Langzeitmission. Zunächst arbeitete er als Bordingenieur der ISS-Expedition 48. Danach übernahm er das Kommando über die ISS-Expedition 49 und kehrte am 30. Oktober 2016 zur Erde zurück.
Danach wurde Iwanischin als Ersatzkommandant für den Flug von Sojus MS-16 eingeteilt. Nachdem sich der vorgesehene Kommandant Nikolai Tichonow zwei Monate vor dem Start im Training verletzt hatte, rückte Iwanischin nach. Am 9. April 2020 startete er zusammen mit Iwan Wagner und Chris Cassidy zur ISS. Dort arbeitete er als Bordingenieur der ISS-Expeditionen 62 und 63. Die Rückkehr erfolgte am 23. Oktober 2020.

## Privates
Anatoli Iwanischin ist verheiratet und hat einen Sohn, der 1993 geboren wurde.